# Ентоні нещасний (фільм)
«Ентоні Нещасний» або «Ентоні Едверс» (англ. «Anthony Adverse») — американський художній фільм 1936 року режисера Мервіна Лероя. Лауреат 4 премій «Оскар».

## Сюжет
Дізнавшись про зв'язок дружини з Муром, Дон Луїс викликає його на дуель і вбиває. Марія вмирає і Дон Луїс відправляє її дитину на виховання в монастир, повідомивши батькові Марії, що немовля народилося мертвим.
Через десять років Ентоні потрапляє в будинок свого діда по матері й той випадково дізнається, що хлопчик його онук, але вирішує зберігати це в таємниці…

## У ролях
- Фредрік Марч — Ентоні Едверс
- Олівія де Гевіленд — Анджела Джузеппе
- Дональд Вудс — Вінсент Нольт
- Клод Рейнс — Дон Луїс
- Аніта Луіз — Марія
- Акім Тамірофф — Карло
- Гейл Сондергаард — Фейт Палеологус
- Едмунд Гвенн — Джон Бонніфітер
- Клара Бландік — місис Джор
- Ролло Ллойд — Наполеон Бонапарт
- Ральф Морган — синьйор Дебрільі

## Творча група
- Сценарій: Шерідан Гібней
- Режисер: Мервін Лерой
- Оператор: Тоні Гаудіо
- Композитор: Еріх Вольфганг Корнгольд